# Rukometni klub Zagreb
Maillots
Actualités
Dernière mise à jour : 20 août 2025.
Le Rukometni klub Zagreb, communément appelé RK Zagreb, est un club de handball croate de Zagreb. Club important de l'ex-Yougoslavie avec six titres de Champion, le club domine outrageusement le handball en Croatie puisqu'il a remporté en 2025 son 33e championnat et sa 31e Coupe en 33 saisons (hors Covid-19) depuis la création de la Croatie en 1992.
À l'échelle européenne, le club évolue chaque saison en Ligue des champions qu'il a remporté en 1992 et 1993 (alors appelée Coupes des clubs champions), échouant ensuite en finale à quatre autres reprises.

## Histoire

### En Yougoslavie

#### Les débuts en handball à onze
Le RK Zagreb est créé en 1922 et évolue dans des compétitions régionales avant de rejoindre les compétitions élites nationales de handball à onze. Après la seconde Guerre mondiale, il remporte quatre Championnats en 1948, en 1949, en 1954 ainsi qu'en 1956. Mais comme dans le reste du monde, le handball à onze disparaît peu à peu au profit du handball à sept, plus moderne, qui ne se joue pas sur un terrain de football. Le club s'adapte à ce changement et ouvre une section pour ce format sur petit terrain sans pour autant arrêter la section de handball à onze qui s'éteindra petit à petit, au fil du temps.

#### Un club phare du handball à sept
Le club rejoint les compétitions de handball à sept dès 1954, participant à la deuxième édition du Championnat de Yougoslavie, alors divisé en deux groupes. Terminant premier de son groupe, il retrouve en finale du Championnat le vainqueur du second groupe, le Prvomajska Zagreb. Face au champion en titre, le club s'incline 9 à 15.
En 1957, le RK Zagreb participe à sa deuxième finale qu'il remporte face au RK Mladost Zagreb. Les saisons suivantes, le championnat change de formule, ne finissant plus par une finale du championnat mais uniquement avec des matchs aller-retour. Cette saison 1957/1958 se solde par une troisième place derrière le Partizan Bjelovar et l'Étoile rouge de Belgrade. Lors des trois saisons suivantes, le club connaît une petite crise, dégringolant à la sixième place en 1959 et à la huitième place en 1960 et enfin à la dixième place en 1961.
Lors de la saison 1961/1962, le RK Zagreb remporte sa première Coupe de Yougoslavie et décroche aussi son deuxième sacre de Champion de Yougoslavie devant le RK Borac Banja Luka. Ce titre leur permet de participer à la Coupe des clubs champions lors de la saison 1962/1963 où pour leur première campagne européenne, le club se défait des suisses du Grasshopper Club Zurich 26 à 15 sur leur propre terrain mais s'incline ensuite nettement en quart de finale face aux roumains du Dinamo Bucarest, 16 à 31 (8-22 et 8-9). Le club peut alors se concentrer sur le Championnat national qu'il conserve avec à un point d'avance sur le Partizan Bjelovar. Malgré ce titre, la saison suivante n'est pas européenne car la Coupe des clubs champions n'a pas lieu du fait du Mondial de 1964. Sur le plan national, cette saison se termine par une troisième place derrière les deux grands rivaux, le Partizan Bjelovar et RK Medveščak Zagreb (anciennement Prvomajska Zagreb), un podium qui a été très serré puisque les trois clubs se tenaient en deux points.
La saison suivante est également très disputée, mais cette fois à l'avantage du RK Zagreb qui s'adjuge à nouveau le titre de champion de Yougoslavie grâce à une différence de buts favorable de +139 par rapport au RK Medveščak (+122), les deux clubs ayant tous deux terminé la saison avec un total de 41 points. Ce quatrième titre de Champion permet au club de participer à sa deuxième campagne européenne : après avoir éliminé les Français du SMUC Marseille sur un total du 47 à 31 (30-16 et 17-15), le club s'incline une nouvelle fois en quart de finale face aux est-allemands du SC DHfK Leipzig sur un total de 29 à 35 (14-18 et 15-17). Cette même saison, le club termine à la deuxième place à six points derrière le RK Medveščak Zagreb, mais la suite sera une longue descente aux enfers.

#### La descente aux enfers
En effet, le RK Zagreb connaît sa seconde crise puisque le club oscille entre la quatrième et la dixième place entre 1967 et 1974 avant d'échouer en 1975 à la quatorzième et dernière place, synonyme de relégation en division 2.
Dans l'antichambre de l'élite yougoslave, le club termine ses deux premières saisons sur une décevante huitième place sur douze, puis avec une septième place lors de la saison 1977/1978. Lors de la saison 1978/1979, du fait de la croissance du nombre de clubs en Yougoslavie, la fédération yougoslave décide d'élargir ses championnats nationaux en changeant la formule de la division 2, qui est scindé en deux groupes (nord et sud) de 12 équipes avec une finale pour la montée dans l'élite. Cette nouvelle formule est profitable pour le RK Zagreb puisqu'il termine premier du groupe nord avec 36 points. Toutefois, le club s'incline en finale face au RK Metković et reste donc en division 2. Le club avait laissé passer sa chance puisqu'il retombe ensuite dans le milieu de classement avec une sixième place en 1980 et une septième place en 1981.
En 1981, la fédération yougoslave décide de crée trois divisions nationale (14 clubs en division 1, 12 en division 2, 12 division 3) plutôt que deux (14 en division 1, 24 en division 2) : ainsi, les six meilleures équipes de la saison 1980/1981 des poules nord et sud sont maintenus en division 2 tandis que les six plus mauvaises, dont le RK Zagreb, doivent rejoindre cette nouvelle division 3. Le club n'évolue toutefois qu'une saison dans le 3e niveau national puisqu'il finit premier avec 41 points. De retour en division 2, il termine cinquième en 1983, septième en 1984 avant de finir premier en 1985 où il retrouve enfin l'élite yougoslave. Hélas, à cause d'une décevante treizième place, le club est relégué dès sa première saison. Après une septième place en 1987, le club finit premier de division 2 avec 31 points lors de la saison 1987/1988, ce qui est synonyme de la remontée en division 1.

#### Des retrouvailles réussies avec l'élite
Alors que les retrouvailles avec le haut niveau yougoslave lors de la saison 1985/1986 furent un échec, ce second retour en 1988 est une grande réussite puisque le club remporte son cinquième sacre de champion de Yougoslavie, finissant avec un point d'avance sur le RK Proleter Zrenjanin.
Qualifié pour la Coupe d'Europe des clubs champions 1989-1990, le club s'impose d'abord face aux polonais du Pogon Zabrze puis face aux danois du Helsingør HF avant d'être éliminé en quart de finale par le club ouest-allemand du TUSEM Essen sur un score de 49 à 50 (24-17 et 26-32). En Championnat, si le club ne parvient pas à conserver son titre, il s'impose à nouveau lors de la saison suivante, synonyme d'une nouvelle qualification européenne pour la saison 1991/1992.

### En Croatie

#### La domination nationale

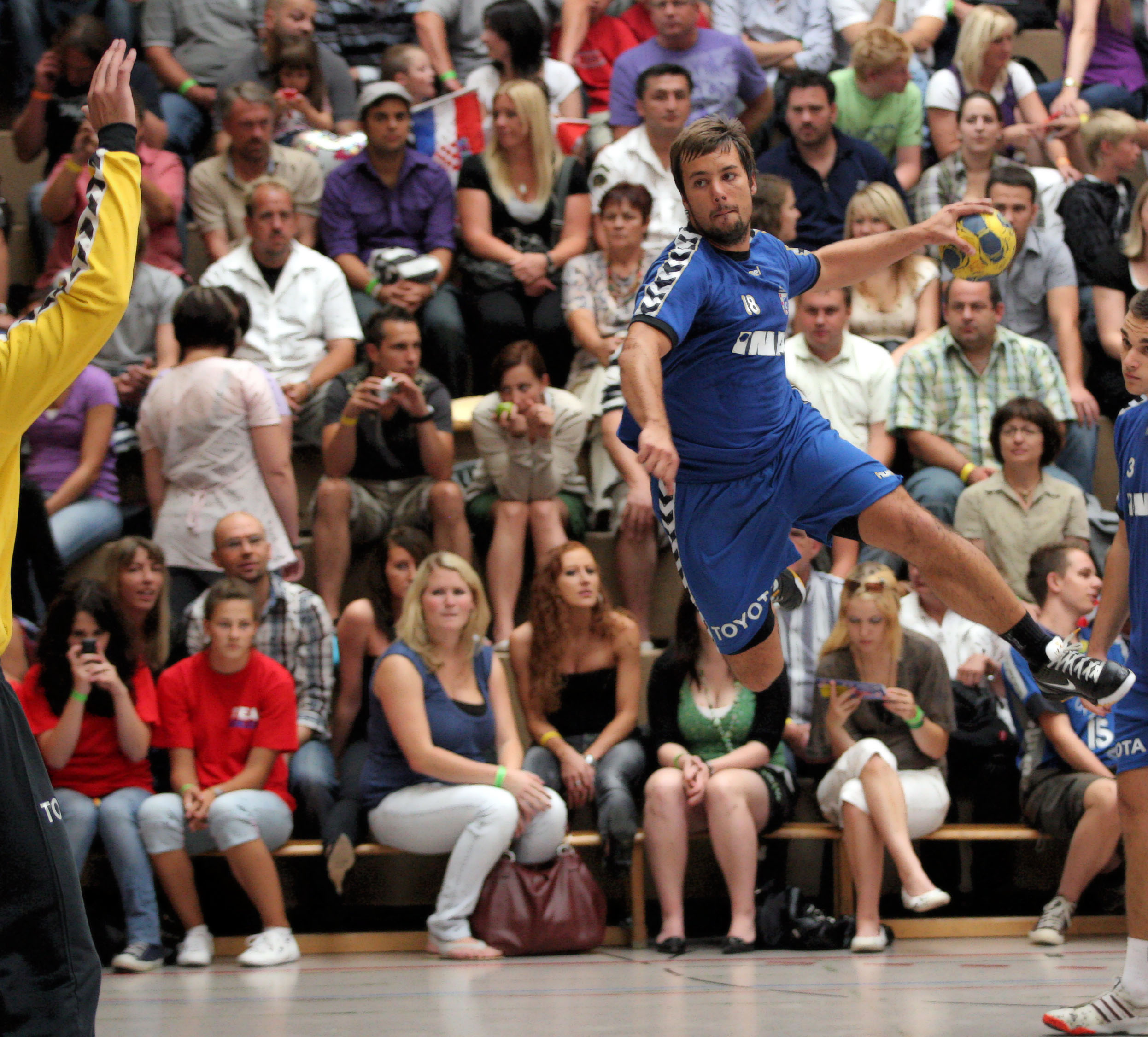
Zlatko Horvat.

En 1992, une partie de la Yougoslavie se dissout et quatre républiques proclament leur indépendance : la Slovénie, la Bosnie-Herzégovine, la Macédoine et la Croatie. Dès lors, la Fédération croate de handball est fondée et crée un nouveau championnat, nommé Premijer Liga.
Ayant perdu ses principaux adversaires qui disputent d'autres championnats (le RK Proleter Zrenjanin en Serbie et le RK Borac Banja Luka en Bosnie), le RK Zagreb se retrouve sans grande adversité face à lui et débute ainsi une outrageuse domination du handball croate : systématiquement Champion de Croatie, il ne cédera à ses adversaires que deux Coupes de Croatie remportées en 2001 et en 2002 par le RK Metković. À noter que le RK Zagreb finit deuxième lors de la saison 1999/2000 derrière le RK Metković qui parvient ainsi à briser l'hégémonie du RK Zagreb en remportant le championnat, mais ce titre lui est retiré aux dépens du RK Zagreb à la suite d'une décision administrative, car un joueur de RK Metković aurait joué en parallèle en Slovénie sous un autre nom.

#### Les années 1990: l'apogée européen du club
Champion de Croatie toutes les saisons, le club participe ainsi à toutes les éditions de la Coupe d'Europe des clubs champions puis de la Ligue des champions.
Qualifié pour la Coupe d'Europe des clubs champions 1991-1992 grâce à son titre de Champion de Yougoslavie acquis la saison précédente, le club entre dans l'histoire puisque, après avoir vaincu les Tchécoslovaques du Dukla Prague en huitièmes de finale, les soviétiques du SKIF Krasnodar en quart de finale et les danois du Kolding IF en demi-finale, le RK Zagreb se retrouve en finale. Face aux Espagnols du TEKA Santander, le club remporte difficilement le match aller 22 à 20 mais s'impose largement à Santander sur le score de 28 à 18 et remporte ainsi la prestigieuse compétition de handball. La saison suivante est tout aussi exceptionnelle puisque le club, désormais appelé Badel 1862 Zagreb, parvient à conserver sa couronne européenne, remportant une nouvelle Coupe des clubs champions au détriment cette fois des allemands du SG Wallau-Massenheim sur un score de 40 à 39.
Lors de la saison 1993/1994, l'EHF modifie la formule de ses coupes d'Europe et crée la Ligue des champions. Ce changement n'est pas salutaire pour Zagreb puisqu'il termine dernier du groupe A de la phase finale de la Ligue des champions, derrière les portugais de l'ABC Braga, les français de l'USAM Nîmes et les norvégiens du Sandefjord HK.
Mais ce décevant parcours européen n'est très vite qu'un lointain souvenir pour le club puisqu'en 1994/1995, le club atteint à nouveau la finale face aux Espagnols du CD Bidasoa Irún. Vainqueur du match aller 27 à 26, le club s'incline 20 à 30 lors du match retour à Bidasoa et doit donc laisser la coupe à son adversaire.
En 1995/1996, Zagreb est éliminé en phase finale, terminant 3e de son groupe derrière le FC Barcelone. Le club espagnol débute ici une domination européenne dont Zagreb fera les frais puisque les deux clubs se retrouvent en finale lors des trois saisons suivantes (1997, 1998 et 1999) avec à chaque fois une nette victoire de Barcelone. À noter qu'en 1998, le RK Zagreb participe à la Supercoupe d'Europe où il se qualifie pour la finale avant d'être une nouvelle défait par le club catalan.
Par la suite, le club ne parvient pas à rééditer de telles performances en Ligue des champions, même s'il atteint la finale de Coupe des coupes en 2005 qui est perdue encore une fois face à un club espagnol, cette-fois ci le CB Ademar León.

#### La Ligue SEHA

##### Avec Croatia Osiguranje

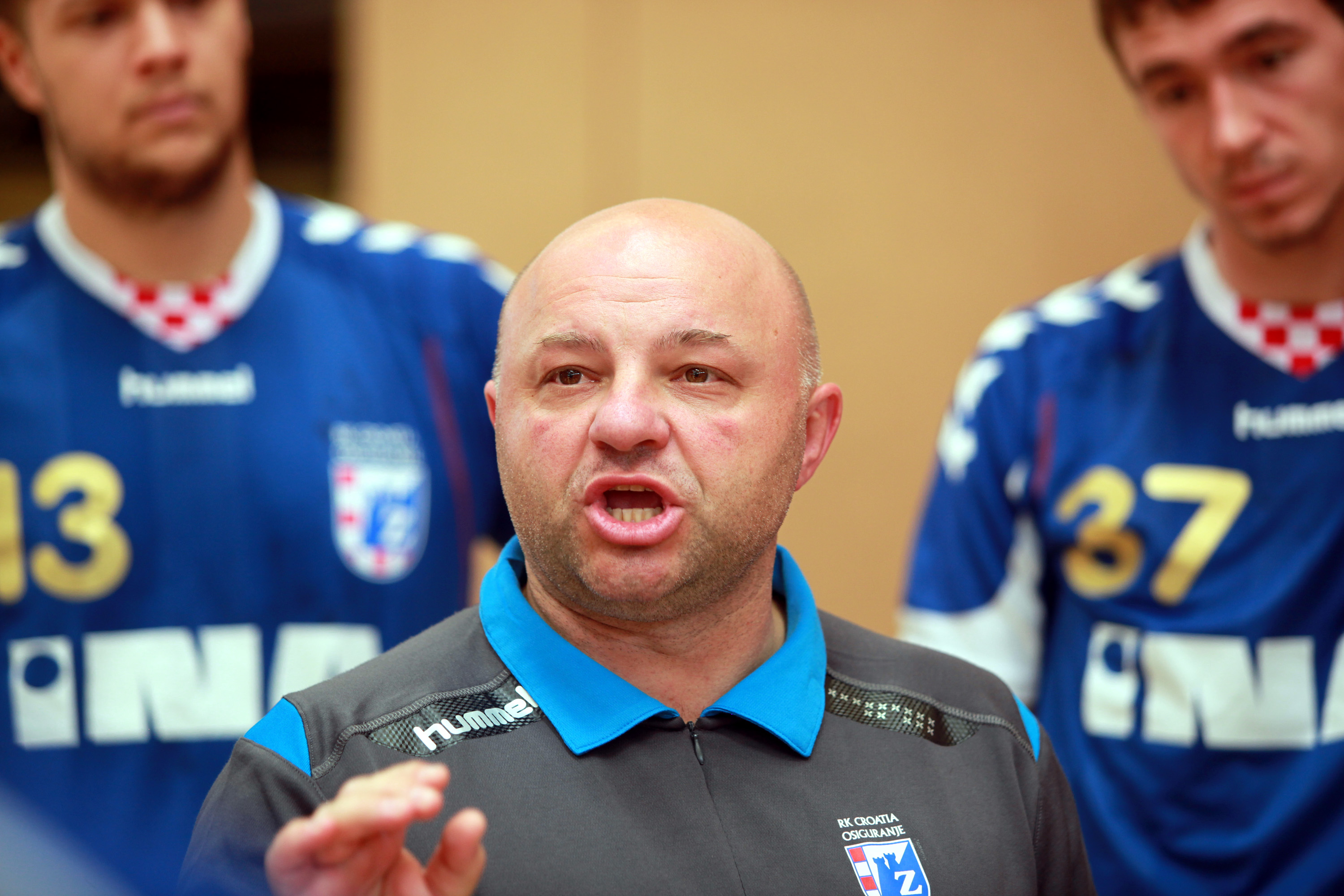
Boris Dvoršek en 2013.

Bien que le RK Zagreb montre sa suprématie au niveau national, le club perd peu à peu du terrain au niveau international, n'arrivant pas à faire le poids face aux clubs Allemands ou Espagnols où le niveau de jeu est bien plus élevé qu'en Croatie.
Pour pallier ce déficit d'opposition, il est décidé de créer en 2011 la Ligue SEHA, une ligue régionale réunissant les meilleurs clubs des Balkans, soit de l'ex-Yougoslavie (Croatie, Macédoine, Bosnie-Herzégovine, Monténégro et Serbie) auxquelles s'ajoutèrent des clubs de Biélorussie et de Slovaquie. Si ces clubs ne disputent plus la saison régulière de leurs championnats respectifs, ils participent directement à la phase finale du championnat pour défendre leurs titres de champions nationaux et obtenir leurs qualifications pour la Ligue SEHA.
Dans la première édition de cette nouvelle ligue, le RK Zagreb se montre à son avantage puisqu'il finit premier de la saison régulière. Qualifié pour le Final Four se déroulant à Zagreb, le club est opposé aux macédoniens du RK Vardar Skopje en demi-finale et, alors qu'il évolue à domicile, s'incline sur le score de 29 à 30. Il termine finalement à la troisième place après sa victoire 31 à 29 face aux Slovaques du HT Tatran Prešov.
La saison suivante, si le club est moins en réussite lors de la saison régulière avec une quatrième place, il écarte cette fois en demi-finale les biélorusses du HC Meshkov Brest (31 à 29) et retrouve en finale son bourreau de la saison passée, le RK Vardar Skopje. Dans un match très serré disputé à Skopje dans une salle Boris-Trajkovski bouillante, Zagreb s'impose 25 à 24 et remporte ainsi son premier titre dans la compétition. Lors de la Ligue SEHA 2013-2014, les deux clubs se retrouvent à nouveau en demi-finale après que Zagreb a terminé la saison régulière à la deuxième place. Comme deux ans plus tôt, le Vardar s'impose (22-30) puis Zagreb écarte les Slovaques du HT Tatran Prešov dans le match pour la troisième place remporté 36 à 28.

##### Avec Prvo plinarsko društvo
Si cette Ligue, créée dans le but de concurrencer les prestigieux championnats européens, a permis à Zagreb de rencontrer une plus grande opposition et augmenter son niveau de jeu, les moyens financiers apportés depuis 2009 par la compagnie d'assurance Croatia osiguranje (en) restent modérés et le club perd régulièrement ses meilleurs joueurs, ce qui ne lui permet pas de rivaliser à l'échelle européenne.
L'arrivée en 2014 d'un nouveau sponsor, la compagnie de gaz Prvo plinarsko društvo, permet d'espérer de meilleurs résultats, d'autant plus que cette arrivée s'est suivi de l'entraîneur macédonien Veselin Vujović.
Et en effet les bons résultats s'enchaînent lors de la saison 2014-2015. Ainsi, en Ligue des champions, le RK Zagreb, contrairement à la saison précédente, parvient à se qualifier en huitièmes de finale avant d'être éliminé en quart de finale par le futur vainqueur de la compétition, le FC Barcelone. Dans le même temps, en Ligue SEHA, Zagreb se qualifie pour le Final 6 grâce à une quatrième place lors de la saison régulière. Vainqueur des Slovaques du HT Tatran Prešov 33 à 26 lors du premier tour, Zagreb retrouve Veszprém en demi-finale. Face au club hongrois, qui participe pour la première fois à la compétition et organise ce Final 6, Zagreb réalise une bonne prestation mais doit finalement s'incliner sur le score étriqué de 25 à 24. Le club peut toutefois se consoler avec une nouvelle troisième place décrochée au détriment des macédoniens du RK Vardar Skopje, 26 à 23.

### Parcours depuis 1953
| Saison    | Niveau | Championnat | Coupe d'Europe*       |
| --------- | ------ | ----------- | --------------------- |
| 1953–1954 | 1      | 2           | -                     |
| 1954–1955 | 1      | 2           | -                     |
| 1955–1956 | 1      | ?           | -                     |
| 1956–1957 | 1      | Vainqueur   | -                     |
| 1957–1958 | 1      | 3           | -                     |
| 1958–1959 | 1      | 6           | -                     |
| 1959–1960 | 1      | 8           | -                     |
| 1960–1961 | 1      | 10          | -                     |
| 1961–1962 | 1      | Vainqueur   | -                     |
| 1962–1963 | 1      | Vainqueur   | CCC : 1/4 de finale   |
| 1963–1964 | 1      | 3           | Pas de coupe d'Europe |
| 1964–1965 | 1      | Vainqueur   | -                     |
| 1965–1966 | 1      | 2           | CCC : 1/4 de finale   |
| 1966–1967 | 1      | 4           | -                     |
| 1967–1968 | 1      | 10          | -                     |
| 1968–1969 | 1      | 4           | -                     |
| 1969–1970 | 1      | 9           | -                     |
| 1970–1971 | 1      | 10          | -                     |
| 1971–1972 | 1      | 4           | -                     |
| 1972–1973 | 1      | 7           | -                     |
| 1973–1974 | 2      | 10          | -                     |
| 1974–1975 | 2      | 14          | -                     |
| 1975–1976 | 2      | 8           | -                     |
| 1976–1977 | 2      | 8           | -                     |
| 1977–1978 | 2      | 7           | -                     |
| 1978–1979 | 2      | -           |                       |
| 1979–1980 | 2      | 6           | -                     |
| 1980–1981 | 2      | 7           | -                     |
| 1981–1982 | 3      | Vainqueur   | -                     |
| 1982–1983 | 2      | 5           | -                     |
| 1983–1984 | 2      | 7           | -                     |
| 1984–1985 | 2      | Vainqueur   | -                     |
| 1985–1986 | 1      | 13          | -                     |
| 1986–1987 | 2      | 7           | -                     |
| 1987–1988 | 2      | Vainqueur   | -                     |
| 1988–1989 | 1      | Vainqueur   | -                     |
| 1989–1990 | 1      | 3e          | CCC : 1/4 de finale   |
| 1990-1991 | 1      | Vainqueur   | -                     |

| Saison    | Niveau | Championnat | Coupe              | Ligue SEHA | Coupe d'Europe*         |
| --------- | ------ | ----------- | ------------------ | ---------- | ----------------------- |
| 1991-1992 | 1      | Vainqueur   | Vainqueur          | -          | CCC : Vainqueur         |
| 1992-1993 | 1      | Vainqueur   | Vainqueur          | -          | CCC : Vainqueur         |
| 1993-1994 | 1      | Vainqueur   | Vainqueur          | -          | LDC : poule demi-finale |
| 1994-1995 | 1      | Vainqueur   | Vainqueur          | -          | LDC : finaliste         |
| 1995-1996 | 1      | Vainqueur   | Vainqueur          | -          | LDC : poule demi-finale |
| 1996-1997 | 1      | Vainqueur   | Vainqueur          | -          | LDC : finaliste         |
| 1997-1998 | 1      | Vainqueur   | Vainqueur          | -          | LDC : finaliste         |
| 1998-1999 | 1      | Vainqueur   | Vainqueur          | -          | LDC : finaliste         |
| 1999-2000 | 1      | Vainqueur   | Vainqueur          | -          | LDC : 1/2 finale        |
| 2000-2001 | 1      | Vainqueur   | 1/2 finaliste (hr) | -          | LDC : 1/4 finale        |
| 2001-2002 | 1      | Vainqueur   | finaliste (hr)     | -          | retrait volontaire      |
| 2002-2003 | 1      | Vainqueur   | Vainqueur          | -          | LDC : 1/4 finale        |
| 2003-2004 | 1      | Vainqueur   | Vainqueur          | -          | LDC : 1/4 finale        |
| 2004-2005 | 1      | Vainqueur   | Vainqueur          | -          | LDC : phase de groupe   |
| 2004-2005 | 1      | Vainqueur   | Vainqueur          | -          | CVC : finaliste         |
| 2005-2006 | 1      | Vainqueur   | Vainqueur          | -          | LDC : 1/8 finale        |
| 2006-2007 | 1      | Vainqueur   | Vainqueur          | -          | LDC : phase de groupe   |
| 2006-2007 | 1      | Vainqueur   | Vainqueur          | -          | CVC : 1/2 finale        |
| 2007-2008 | 1      | Vainqueur   | Vainqueur          | -          | LDC : tour principal    |
| 2008-2009 | 1      | Vainqueur   | Vainqueur          | -          | LDC : 1/4 de finale     |
| 2009-2010 | 1      | Vainqueur   | Vainqueur          | -          | LDC : 1/8 de finale     |
| 2010-2011 | 1      | Vainqueur   | Vainqueur          | -          | LDC : 1/8 de finale     |
| 2011-2012 | 1      | Vainqueur   | Vainqueur          | 3e         | LDC : 1/4 de finale     |
| 2012-2013 | 1      | Vainqueur   | Vainqueur          | Vainqueur  | LDC : phase de groupes  |
| 2013-2014 | 1      | Vainqueur   | Vainqueur          | 3e         | LDC : phase de groupes  |
| 2014-2015 | 1      | Vainqueur   | Vainqueur          | 3e         | LDC : 1/4 de finale     |
| 2015-2016 | 1      | Vainqueur   | Vainqueur          | 3e         | LDC : 1/4 de finale     |
| 2016-2017 | 1      | Vainqueur   | Vainqueur          | 4e         | LDC : 8e de finale      |
| 2017-2018 | 1      | Vainqueur   | Vainqueur          | 2e         | LDC : phase de groupes  |
| 2018-2019 | 1      | Vainqueur   | Vainqueur          | 2e         | LDC : 8e de finale      |
| 2019-2020 | 1      | Annulée     | Annulée            | 4e         | LDC : phase de groupes  |
| 2020-2021 | 1      | Vainqueur   | Vainqueur          | 2e         | LDC : 8e de finale      |
| 2021-2022 | 1      | Vainqueur   | Vainqueur          | 2e         | LDC : phase de groupes  |
| 2022-2023 | 1      | Vainqueur   | Vainqueur          | -          | LDC : phase de groupes  |
| 2023-2024 | 1      | Vainqueur   | Vainqueur          | -          | LDC : barrages (1/8)    |
| 2024-2025 | 1      | Vainqueur   | Vainqueur          | -          | LDC : phase de groupes  |

 * Légende : CCC/LDC=Coupe des Clubs Champions/Ligue des Champions; ; CVC=Coupe des Vainqueurs de Coupe

### Historique des noms
Au cours de son histoire, le club a plusieurs fois changé de nom pour cause de parrainage :
- Lotto Zagreb : de 1991 à 1992
- RK Badel 1862 (en) Zagreb : de 1992 à 1996 et de 1997 à 2001
- Banka Croatia Zagreb : de 1996 à 1997
- RK Croatia osiguranje (en) Zagreb : de 2007 à 2014
- RK Prvo Plinarsko Društvo (PPD) Zagreb : de 2014 à 2022.

## Palmarès
En souligné les compétitions dans lesquelles le RK Zagreb détient le record du nombre de titres remportés dans la compétition.
| Compétitions internationales | Compétitions nationales |
| - Coupe des clubs champions/Ligue des champions (C1) - Vainqueur (2) : 1992 et 1993 - Finaliste (4) : 1995, 1997, 1998 et 1999 - Coupe d'Europe des vainqueurs de coupe (C2) - Finaliste en 2005 - Supercoupe d'Europe - Finaliste en 1998 - Ligue SEHA - Vainqueur (1) : 2013 - Finaliste (4) : 2018, 2019, 2021, 2022 | - Championnat de Yougoslavie à 11 (4) : 1948, 1949, 1954, 1956 - Championnat de Yougoslavie (6) : 1957, 1962, 1963, 1965, 1989, 1991 - Coupe de Yougoslavie (2) : 1962, 1991 - Championnat de Croatie (33) : 1992, 1993, 1994, 1995, 1996, 1997, 1998, 1999, 2000, 2001, 2002, 2003, 2004, 2005, 2006, 2007, 2008, 2009, 2010, 2011, 2012, 2013, 2014, 2015, 2016, 2017, 2018, 2019, 2021, 2022, 2023, 2024, 2025 - Coupe de Croatie (31) : 1992, 1993, 1994, 1995, 1996, 1997, 1998, 1999, 2000, 2003, 2004, 2005, 2006, 2007, 2008, 2009, 2010, 2011, 2012, 2013, 2014, 2015, 2016, 2017, 2018, 2019, 2021, 2022, 2023, 2024, 2025 |

### Distinctions
- équipe croate masculine de l'année (en) en 1993

## Effectif actuel
Effectif pour la saison 2020-21
| Gardiens de but - 12 Ante Grbavac - 25 Matej Mandić (en) - 76 Toni Matošević Ailiers gauches - 06 Davor Ćavar - 24 Jakov Celegin - 31 Timour Dibirov Ailiers droits - 14 Maksimilijan Molc - 17 Paolo Kraljević - 19 Petar Šprem - 71 Filip Glavaš (en) Pivots - 07 Patryk Walczak - 08 Adin Faljić - 77 Roko Trivković | Arrières gauches - 05 Miloš Kos - 10 Jakov Gojun - 11 Zvonimir Srna (en) - 34 Niko Franković - 47 Aleks Kavčič Demi-centres - 23 Ivano Pavlović - 44 Ihar Belyavski Arrières droits - 09 Luka Lovre Klarica (en) - 99 Mihajlo Radojković |

### Staff technique
- Président :  Mladen Vedriš
- Manager :  Božidar Jović
- Entraîneur principal :  Andrija Nikolić
- Entraîneurs-adjoints :  Ivan Čupić
- Entraîneur des gardiens :  Arian Jović

## Personnalités liées au club

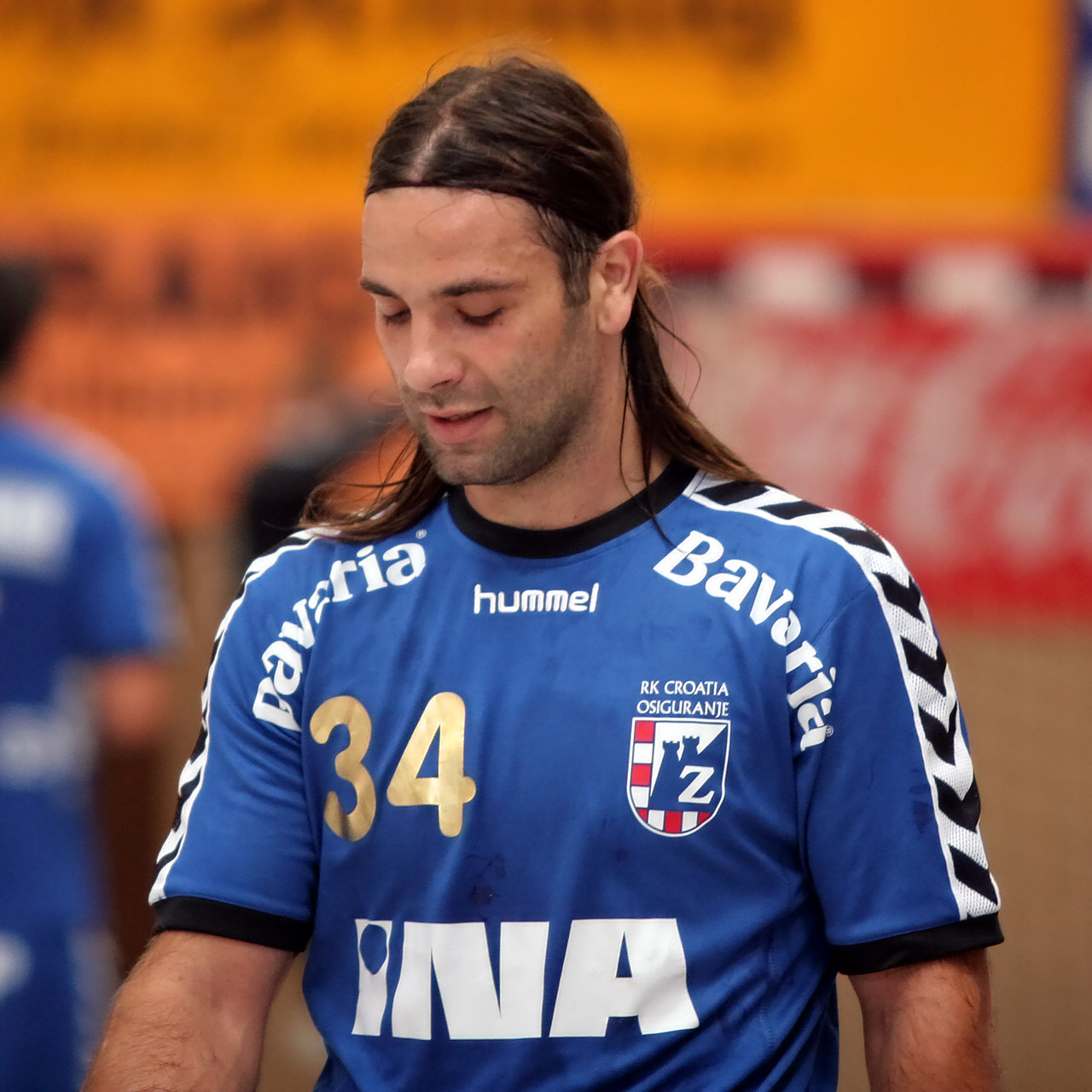
Ivano Balić sous le maillot du RK Croatia Osiguranje Zagreb.

### Joueurs
Ayant remporté quasiment chaque année le championnat et la coupe de Croatie, la majeure partie des grands joueurs croates sont passés par ce club. D'autres nationalités, essentiellement issues de l'ex-Yougoslavie, sont présentes. Une liste non exhaustive de ces joueurs est :
- Mirko Alilović
- Ivano Balić
- Mirko Bašić
- Damir Bičanić
- Patrik Ćavar
- Domagoj Duvnjak
- Mirza Džomba
- Dragan Gajić
- / Andrej Golić
- Mirsad Terzić
- Slavko Goluža
- Zlatko Horvat
- Rareș Jurcă
- Marko Kopljar
- Blaženko Lacković
- Andreï Lavrov
- Kiril Lazarov
- Venio Losert
- Petar Metličić
- // Iztok Puc
- Zlatko Saračević
- Irfan Smajlagić
- Vlado Šola
- Manuel Štrlek
- Renato Sulić
- Tonči Valčić
- Eliodor Voica
- Igor Vori

### Entraîneurs
Le club est connu pour régulièrement changer d'entraîneur en cours de saison :
- Kasim Kamenica : de 1988 à 1990
- Zdravko Zovko : de 1990 à 1994
- Vinko Kandija : de 1994 à 1995
- Abas Arslanagić : de 1995 à 1996
- Velimir Kljaić (de) : de 1998 à 1999
- Zdravko Zovko : de 1999 à 2000
- Lino Červar : de 2000 à 2001
- Nino Marković : de 2001 à 2003
- Silvio Ivandija : de 2003
- Lino Červar (2) : de 2004 à 2009
- Ivica Obrvan : de 2009 à 2012
- Slavko Goluža : de 2012 à 2013
- Boris Dvoršek (en) : de 2013 à 2014
- Veselin Vujović : de 2014 à 2016
- Andrija Nikolić : de 2016 (intérim)
- Silvio Ivandija (hr) (2) : de 2016 à 2017
- Slavko Goluža (2) : de 2017 (intérim)
- Kasim Kamenica (2) : de mai à octobre 2017
- Zlatko Saračević : d'octobre 2017 à 2018
- Lino Červar (3) : d'août à novembre 2018
- Branko Tamše : de nov. 2018 à sept. 2019
- Veselin Vujović : de septembre 2019 à 2020
- Igor Vori : de juin à octobre 2020
- Vlado Šola : de 2020 à 2021
- Ivica Obrvan (2) : de 2021 à 2022
- Slavko Goluža (3) : de 2022 à sept. 2023
- Andrija Nikolić (2) : de sept. 2023 à nov. 2024
- Velimir Petković : de nov. 2024 à mai 2025
- Andrija Nikolić : depuis mai 2025

## Divers

### Rivalités
- Croates
  - RK Medveščak Zagreb et RK Dubrava Zagreb, derby
  - RK Metković, Champion de Croatie en 2000 (titre retiré) et vainqueur de la Coupe de Croatie en 2001 et 2002 (seuls titres manquants au RK Zagreb)
- Yougoslaves
  - Partizan Bjelovar, 9 titres de champion
  - RK Borac Banja Luka, 7 titres de champion
  - RK Medveščak Zagreb, 4 titres de champion
- Européennes
  - FC Barcelone : a remporté trois finales de la Ligue des champions face au RK Zagreb (1997, 1998 et 1999)

### Infrastructures
Depuis 2007, le club joue ses matchs les plus importants dans l'Arena Zagreb d'une capacité de {{nobr|15 000 places]]. La salle a également accueilli quelques grands événement tels que les Championnats du monde 2009 et 2025 et le Championnat d'Europe 2018.